# 马家磨站
马家磨站是一个陇海线上的铁路车站，位于甘肃省天水市琥珀乡，建于1989年，目前为五等站，邮政编码为741031。目前客运：办理旅客乘降；不办理行李、包裹托运；不办理货运营业。